# Josep Maria Salrach
Josep Maria Salrach Marès (Llinars del Vallès, Barcelona, 8 de diciembre de 1945 - Barcelona, 29 de abril de 2025) fue un historiador español especializado en la Cataluña medieval. 

## Vida
En 1969 se licenció en la Universidad de Barcelona. Fue profesor emérito de la Universidad Pompeu Fabra, de la que fue catedrático de historia medieval desde 1993, y también ejerció la docencia en la Universidad de Barcelona y en la Universidad de París Diderot. Dirigió varias obras colectivas, como la Història de Catalunya (6 vols.) (1978-79) y la Història Universal (10 vols.) (1980-83) de la Editorial Salvat.

## Obras
- Història de Catalunya (1978-1979); director.
- Historia Universal (1980-1983); director.
- Història, Política, Societat i Cultura dels Països Catalans. La formació de la societat feudal. Segles VI-XII (Enciclopèdia Catalana, 1998); coordinador.
- El procés de formació nacional de Catalunya (segles VIII i IX) (Edicions 62, 1978)
- Història dels Països Catalans. Dels orígens a 1714 (con Eulàlia Duran, Edhasa, 1980)
- Història de Catalunya. II. El procés de feudalització (segles III-XII) (obra dirigida por Pierre Vilar, Edicions 62, 1987)
- Història Medieval de Catalunya (con Mercè Aventín, UOC-PROA, 1998)
- Entre Roma i el Renaixement. Història i textos de l'Occident medieval (Eumo, 2000).
- Catalunya a la fi del primer mil·lenni (Eumo - Pagès), 2004.